# Гольдберг, Иоганн Готлиб
Иоганн Готлиб Гольдберг (нем. Johann Gottlieb Goldberg; 14 марта 1727 года, Гданьск — 13 апреля 1756 года, Дрезден) — немецкий клавесинист и композитор.

## Биография
Родился в семье Иоганна Гольдберга (нем. Johann Goldberg; 1701 — ?), скрипичного мастера, и Конкордии Виттинг (нем. Concordia Renata Witting); 14 марта 1727 года был крещён в церкви Св. Марии в Гданьске.
Вероятно, брал уроки у Иоганна Фрайслиха, кантора церкви Св. Марии. Талант Гольдберга был замечен российским посланником в Саксонии бароном фон Кейзерлингом, который вывез его из Гданьска в Дрезден в качестве личного музыканта. Считается, что между 1737 и 1745 годами Гольдберг брал уроки у Вильгельма Фридемана Баха в Дрездене и у Иоганна Себастьяна Баха в Лейпциге, куда нередко приезжал, сопровождая посланника.
По имени Гольдберга названы знаменитые Гольдберг-вариации старшего Баха, написанные, как принято считать, по заказу Кейзерлинга и в расчёте на исполнительские возможности Гольдберга. Отчётливое влияние Иоганна Себастьяна Баха обнаруживается и в ранних кантатах Гольдберга.
С 1751 года Гольдберг состоял на службе у графа Генриха фон Брюля вплоть до конца жизни.
Гольдберг обладал исключительным даром к чтению музыки, легко читал её даже с перевёрнутых нот. С ранних лет его исполнение отличалось страстностью и свидетельствовало о таланте импровизации.
Умер от туберкулёза.

## Творчество
Автор многих произведений, в числе которых прелюдии и фуги, 24 полонеза, два фортепианных концерта, соната, шесть трио для флейты, скрипки и баса, менуэт с вариациями, мотет и кантата.

## Память
С 2006 года в Гданьске проводится Гольдберговский фестиваль, представляющий наиболее интересные интерпретации старинной музыки на оригинальных инструментах.